# Chiesa di San Francesco Regis
La chiesa di san Francesco Regis (detta anche oratorio di San Francesco Regis o Chiesa dei poveri della Misericordia) si trova in Via De Amicis a Forlì: è dedicata a san Giovanni Francesco Régis.

## Storia e descrizione

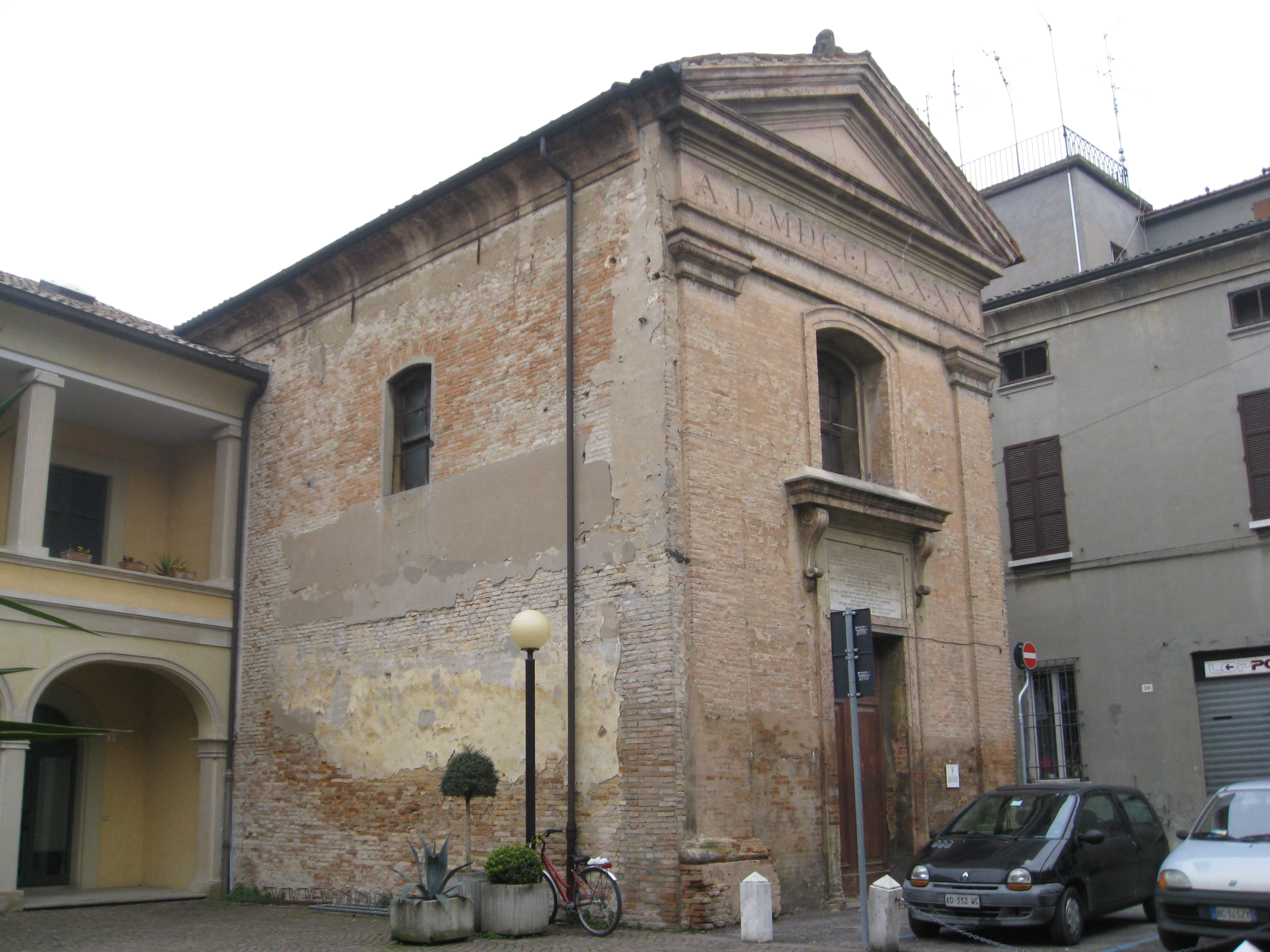
Vista laterale della chiesa

Fu costruita nel 1772, in larga parte con i materiali recuperati dalla demolizione della vicina chiesa di San Francesco Grande, annessa all'antico ospedale. È un bell'esempio di architettura neoclassica, in un periodo in cui a Forlì stava tramontando la costosa arte barocca. La facciata è del 1790. All'interno, le decorazioni sono di Davide Cavazzoni.
Dell'antica chiesa di san Francesco Grande conserva anche una lapide che era stato il fastigio della tomba di Caterina Rangoni Ordelaffi morta nel 1467 in cui si vede il doppio stemma e una ghirlanda sostenuta da un angelo.